# UCI America Tour 2021
Navigation
Édition précédente Édition suivante
L'UCI America Tour 2021 est la 17e édition de l'UCI America Tour, l'un des cinq circuits continentaux de cyclisme de l'Union cycliste internationale. Il se déroule du 21 novembre 2020 au 31 octobre 2021 en Amérique.

## Équipes
Les équipes qui peuvent participer aux différentes courses dépendent de la catégorie de l'épreuve. Par exemple, les UCI WorldTeams ne peuvent participer qu'aux courses .1 et leur nombre par épreuves est limité.
| Catégorie | Catégorie               | Équipes                                                                                 |
| --------- | ----------------------- | --------------------------------------------------------------------------------------- |
| .1        | 1.1 (Course d'un jour)  | * UCI WorldTeam (max 50 %) * UCI ProTeam * Équipe continentale * Sélection nationale    |
| .1        | 2.1 (Course par étapes) | * UCI WorldTeam (max 50 %) * UCI ProTeam * Équipe continentale * Sélection nationale    |
| .2        | 1.2 (Course d'un jour)  | * UCI ProTeam * Équipe continentale * Sélection nationale * Équipe régionale et de club |
| .2        | 2.2 (Course par étapes) | * UCI ProTeam * Équipe continentale * Sélection nationale * Équipe régionale et de club |

## Calendrier des épreuves

### Novembre 2020
| Date  | Course                                              | Pays     | Classe | Vainqueur           | Équipe   |
| ----- | --------------------------------------------------- | -------- | ------ | ------------------- | -------- |
| 21    | Championnat d'Amérique centrale du contre-la-montre | Panama   | 1.2    | Christofer Jurado   | Panama   |
| 22    | Championnat d'Amérique centrale sur route           | Panama   | 1.2    | Alex Strah          | Panama   |
| 23-28 | Tour de l'Équateur                                  | Équateur | 2.2    | Santiago Montenegro | Équateur |

### Janvier
| Date  | Course          | Pays      | Classe | Vainqueur     | Équipe             |
| ----- | --------------- | --------- | ------ | ------------- | ------------------ |
| 17-24 | Tour du Táchira | Venezuela | 2.2    | Roniel Campos | Atlético Venezuela |

### Avril
| Date  | Course           | Pays     | Classe | Vainqueur           | Équipe   |
| ----- | ---------------- | -------- | ------ | ------------------- | -------- |
| 16-25 | Tour de Colombie | Colombie | 2.2    | José Tito Hernández | Medellín |

### Août
| Date  | Course                                               | Pays                   | Classe | Vainqueur       | Équipe                 |
| ----- | ---------------------------------------------------- | ---------------------- | ------ | --------------- | ---------------------- |
| 12    | Championnat des Caraïbes sur route                   | République dominicaine | 1.2    | Joshua Kelly    | Barbade                |
| 13    | Championnat des Caraïbes du contre-la-montre         | République dominicaine | 1.2    | Augusto Sánchez | République Dominicaine |
| 13    | Championnat des Caraïbes du contre-la-montre espoirs | République dominicaine | 1.2U   | Conor White     | Bermudes               |
| 26-29 | Joe Martin Stage Race                                | États-Unis             | 2.2    | Tyler Williams  | L39ion of Los Angeles  |

### Septembre
| Date | Course                                              | Pays     | Classe | Vainqueur          | Équipe |
| ---- | --------------------------------------------------- | -------- | ------ | ------------------ | ------ |
| 3    | Championnat d'Amérique centrale du contre-la-montre | Salvador | 1.2    | Franklin Archibold | Panama |
| 5    | Championnat d'Amérique centrale sur route           | Salvador | 1.2    | Christofer Jurado  | Panama |

### Octobre
| Date  | Course                                              | Pays   | Classe | Vainqueur      | Équipe                |
| ----- | --------------------------------------------------- | ------ | ------ | -------------- | --------------------- |
| 22-31 | Tour cycliste international de la Guadeloupe (2021) | France | 2.2    | Stefan Bennett | Pro Immo Nicolas Roux |

### Courses annulées
| Date                   | Nom de l'épreuve           | Pays       | Cat | Motif                |
| ---------------------- | -------------------------- | ---------- | --- | -------------------- |
| 15-19 septembre        | Tour de Beauce             | Canada     | 2.2 | Pandémie de Covid-19 |
| 29 septembre-3 octobre | Tour de Gila               | États-Unis | 2.2 | Pandémie de Covid-19 |
| 11 octobre             | Grand Prix de la Patagonie | Chili      | 1.2 | Pandémie de Covid-19 |
| 13-27 octobre          | Tour de Chiloé             | Chili      | 2.2 | Pandémie de Covid-19 |

## Classements
- Note: classements définitifs au 31 octobre[6],[7]

### Classement individuel
Il est composé de tous les coureurs du continent qui ont marqué des points au classement mondial UCI 2021. Ils peuvent appartenir à la fois à des équipes amateurs, à des équipes professionnelles, y compris les UCI WorldTeams.
| #  | Coureur            | Équipe                      | Pts. |
| -- | ------------------ | --------------------------- | ---- |
| 1  | Egan Bernal        | Ineos Grenadiers            | 2576 |
| 2  | Richard Carapaz    | Ineos Grenadiers            | 2018 |
| 3  | Michael Woods      | Israel Start-Up Nation      | 1893 |
| 4  | Neilson Powless    | EF Education-Nippo          | 986  |
| 5  | Rigoberto Urán     | EF Education-Nippo          | 835  |
| 6  | Nairo Quintana     | Arkéa-Samsic                | 827  |
| 7  | Miguel Ángel López | Movistar                    | 704  |
| 8  | Esteban Chaves     | BikeExchange                | 703  |
| 9  | Sepp Kuss          | Jumbo-Visma                 | 550  |
| 10 | Brandon McNulty    | UAE Team Emirates           | 456  |
| 11 | Daniel Martínez    | Ineos Grenadiers            | 420  |
| 12 | Sergio Higuita     | EF Education-Nippo          | 390  |
| 13 | Jhonatan Restrepo  | Androni Giocattoli-Sidermec | 341  |
| 13 | Christofer Jurado  | Panamá es Cultura y Valores | 341  |
| 15 | Fernando Gaviria   | UAE Team Emirates           | 339  |
| 16 | Álvaro Hodeg       | Deceuninck-Quick Step       | 298  |
| 17 | Quinn Simmons*     | Trek-Segafredo              | 297  |
| 18 | Eduardo Sepúlveda  | Androni Giocattoli-Sidermec | 275  |
| 19 | Franklin Archibold | Panamá es Cultura y Valores | 270  |
| 20 | Abner González*    | Movistar                    | 263  |

* : Coureur de moins de 23 ans

### Classement par équipes
Il est calculé avec la somme des points obtenus par les 8 meilleurs coureurs de chaque équipe (hors WorldTeams) au classement individuel. Le classement inclut uniquement les équipes qui sont enregistrées sur le continent.
| #  | Équipe                          | Pts. |
| -- | ------------------------------- | ---- |
| 1  | Rally Cycling                   | 929  |
| 2  | Panamá es Cultura y Valores     | 648  |
| 3  | Best PC Ecuador                 | 607  |
| 4  | Wildlife Generation Pro Cycling | 570  |
| 5  | Medellín                        | 390  |
| 6  | Canel's-ZeroUno                 | 289  |
| 7  | XSpeed United Continental       | 254  |
| 8  | Hagens Berman Axeon             | 249  |
| 9  | Start Cycling Team              | 233  |
| 10 | L39Ion Of Los Angeles           | 202  |

| #  | Pays       | Pts. |
| -- | ---------- | ---- |
| 1  | Colombie   | 6796 |
| 2  | Équateur   | 3067 |
| 3  | États-Unis | 2956 |
| 4  | Canada     | 2858 |
| 5  | Panama     | 911  |
| 6  | Mexique    | 620  |
| 7  | Guatemala  | 529  |
| 8  | Costa Rica | 391  |
| 9  | Venezuela  | 382  |
| 10 | Porto Rico | 371  |

| #  | Pays       | Pts. |
| -- | ---------- | ---- |
| 1  | États-Unis | 705  |
| 2  | Colombie   | 666  |
| 3  | Costa Rica | 289  |
| 4  | Porto Rico | 263  |
| 5  | Équateur   | 232  |
| 6  | Panama     | 197  |
| 7  | Paraguay   | 191  |
| 8  | Bermudes   | 184  |
| 9  | Venezuela  | 175  |
| 10 | Guatemala  | 167  |